# Traváček Bourkův
Traváček Bourkův, také neoféma Bourkova či neoféma bourek (Neopsephotus bourkii) je papoušek z čeledi Psittaculidae, jediný druh rodu Neopsephotus. Druh popsal John Gould v roce 1841. Je pojmenován po Richardovi Bourkem, guvernérovi Nového Jižního Walesu v letech 1831 až 1837. Dle Mezinárodního svazu ochrany přírody je málo dotčeným druhem a to i kvůli velkému areálu výskytu.

## Taxonomie
Traváček Bourkův je jediným druhem v rodu Neopsephotus. Poprvé jej popsal John Gould jako Euphema Bourkii a jedná se o monotypický taxon.

## Výskyt
Traváček Bourkův má extrémně velký areál výskytu. Lze ho najít ve vnitřních oblastech střední a jižní Austrálie, část populace pronikla až na východ do Nového Jižního Walesu a na západ do centrálních částí Západní Austrálie. Kvůli ničení přirozeného prostředí se přesouvá do míst, kde se dříve nevyskytoval. K životu dávají traváčci přednost křovinám a písčitým oblastem, žijí i ve stepích Austrálie. Někdy je lze najít v zahradách.

## Popis
Traváčci jsou 18–23 cm dlouzí, hmotnost se odhaduje na 42–49 g. Peří je na spodní části těla růžové, hřbet a křídla jsou spíše hnědavá, se žlutým lemováním pírek. Samci mají na čele modrý pruh, který samice postrádají; samice mají také užší hlavu a jsou menší, jejich zbarvení je zároveň celkově světlejší než zbarvení samců.

## Chování
Traváčci Bourkovi tráví většinu dne na zemi, kde jsou dobře maskováni, protože jejich zbarvení peří připomíná písčité půdy stepí. Většinou se krmí při východu slunce nebo při soumraku, za měsíčných nocí mohou být aktivní celou noc. Tito papoušci většinou žijí v malých skupinách o čtyřech až šesti jedincích, ale jsou společenští a zejména v období sucha mohou vytvářit hejna až o 100 jedincích.
Traváčci se živí semeny, konkrétně semeny trav, bylin a akácií, konzumují také výhonky. Mezi predátory patří kočka divoká (Felis silvestris) a lišky. Druh je monogamní, rozmnožování probíhá od srpna do října, někdy až do prosince. Traváčci vychovají i několik snůšek ročně. V období hnízdění samci střeží své území. Traváčci hnízdí v dutých stromech ve výšce od 1 do 3 metrů. Dutinu vystýlají měkkým, mírně vlhkým podkladem. Vejce jsou bílá a zaoblená, inkubační doba trvá 17–20 dnů. Poté se vyklubou mláďata, která se opeří zhruba po čtyřech týdnech, deset dní po té se stanou samostatnými. Dožívají se podobného věku jako andulky; 8–10 let, v zajetí až přes 12 let.

## Ohrožení
Kvůli extrémně velkému areálu výskytu a početné, vzrůstající populaci je traváček Bourkův hodnocen jako málo dotčený druh.

## Chov
Traváčka Bourkova lze chovat ve venkovní i pokojové voliéře, nevadí mu ani pobyt v prostorné kleci. Jestliže může trávit čas ve vnitřním úkrytu proti mrazu, nepředstavuje ani zimní období pro chov problém. Ideální je chov v páru, chov více párů může vyvolávat problémy. Jako potrava se používá krmivo pro papoušky rodu Neophema, je možno také přikrmovat vaječnou směsí, především pak v hnízdním období. Je možný též občasný příkrm zelenými rostlinami, jako je okřehek, ale jejich nedměrná konzumace vyvolává průjmová onemocnění. Nutný je dostatek gritu a písku pro lepší trávení.

## Chov v zoo
Tento druh byl v červenci 2019 chován přibližně v 70 evropských zoo. V Česku se jednalo o čtyři zařízení:
- Zoo Hluboká
- Zoo Plzeň
- Zoo Praha
- Ekocentrum Zahrada Mladá Boleslav

### Chov v Zoo Praha
Chov tohoto druhu byl již krátkodobě v pražské zoo zaznamenán na konci 50. let 20. století. Současný chov započal v roce 2014. V Zoo Praha byl ke konci roku 2018 chován jeden samec.
V červenci 2019 byl traváček Bourkův k vidění v Australské voliéře v dolní části zoo mezi Dětskou zoo a restaurací Gaston. Stejnou voliéru dále obývají: korela chocholatá, tabon lesní a papoušek zpěvavý.